# Tsukasa Morishima
Tsukasa Morishima (森島 司 Morishima Tsukasa?, Mie, 25 de abril de 1997) es un futbolista japonés que juega como centrocampista en el Nagoya Grampus de la J1 League.

## Trayectoria

### Clubes
| Club                | País  | Año       |
| ------------------- | ----- | --------- |
| Sanfrecce Hiroshima | Japón | 2016-2023 |
| Nagoya Grampus      | Japón | 2023-     |

## Palmarés

### Títulos nacionales
| Título         | Club                | País  | Año  |
| -------------- | ------------------- | ----- | ---- |
| Copa J. League | Sanfrecce Hiroshima | Japón | 2022 |
| Copa J. League | Nagoya Grampus      | Japón | 2024 |

### Títulos internacionales
| Título                                | Club (*)           | País  | Año  |
| ------------------------------------- | ------------------ | ----- | ---- |
| Campeonato de Fútbol de Asia Oriental | Selección de Japón | Japón | 2022 |

(*) Incluyendo la selección.